# 장태종
장태종(張太鐘, 1983년 3월 8일 ~ )은 전 KBO 리그 야구 선수의 투수이다.

## 출신학교
- 1989년 ~ 1995년 : 성동초등학교
- 1995년 ~ 1998년 : 배명중학교
- 1999년 ~ 2002년 : 휘문고등학교 (전학)→ 경동고등학교 (전학)→ 한서고등학교
- 2002년 ~ 2006년 : 경희대학교 (2002학번)